# Jörg Jaksche
Jörg Jaksche (ur. 23 lipca 1976 w Fürth) – niemiecki kolarz szosowy. Jaksche należy do grona kolarzy zamieszanych w Operación Puerto, w tym czasie reprezentował barwy hiszpańskiej ekipy Liberty Seguros. Niemiec przyznał się do kontaktów z dr. Fuentesem, jak i do tego, że stosował doping. Jaksche otrzymał status świadka koronnego w całej sprawie i dzięki temu jego zawieszenie trwało tylko jeden rok, a nie jak zwykle dwa. Zawieszenie niemieckiego kolarza upływało w lipcu 2008 roku, jednak z powodu braku zainteresowania ze strony kolarskich ekip Jaksche postanowił w kwietniu 2008 roku zakończyć swoją sportową karierę.

## Najważniejsze zwycięstwa
- 2004 – Tour Méditerranéen, Paryż-Nicea